# Aufkirchen (Berg)

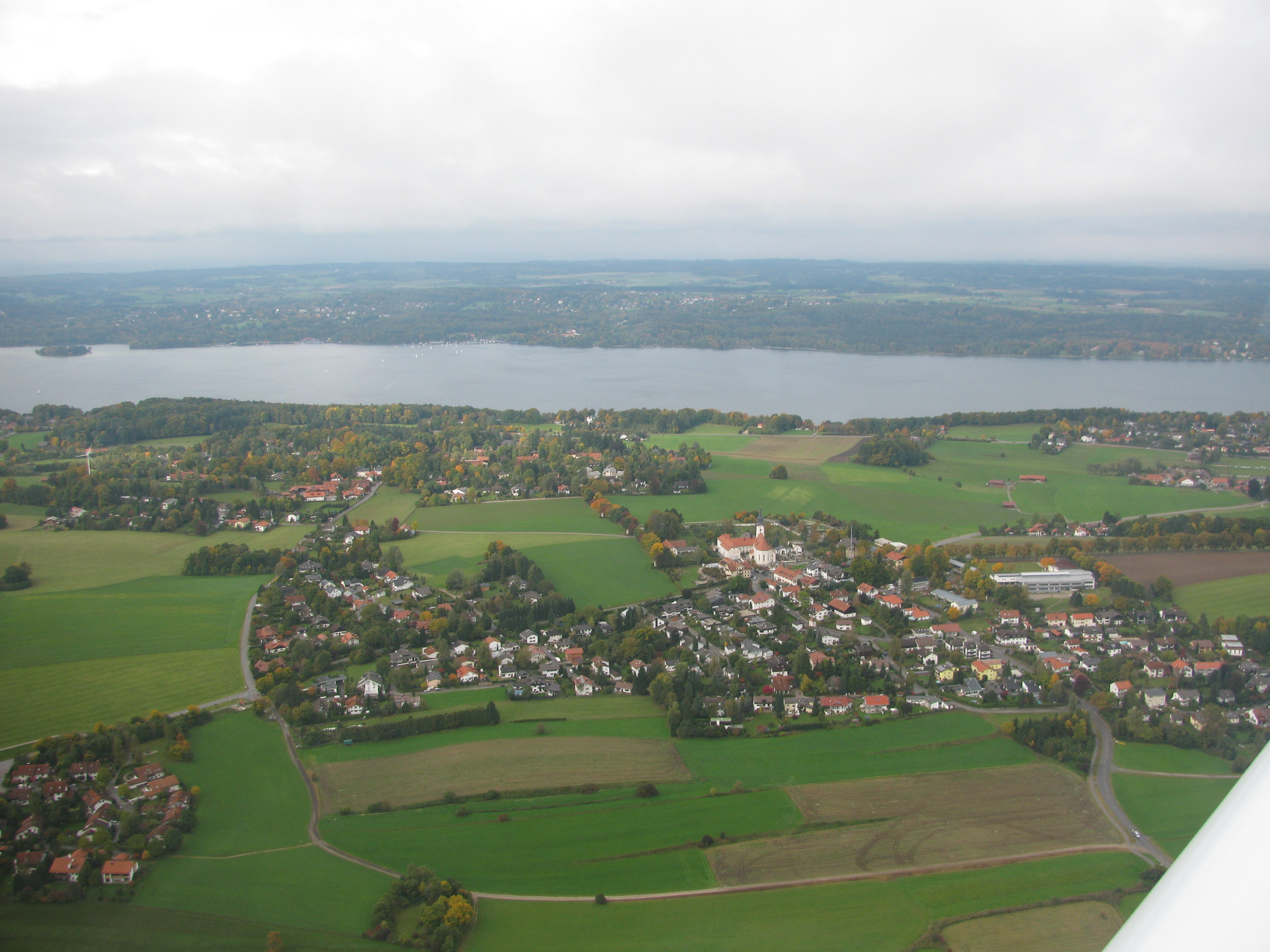
Luftaufnahme des Ortes mit Blick auf den Starnberger See

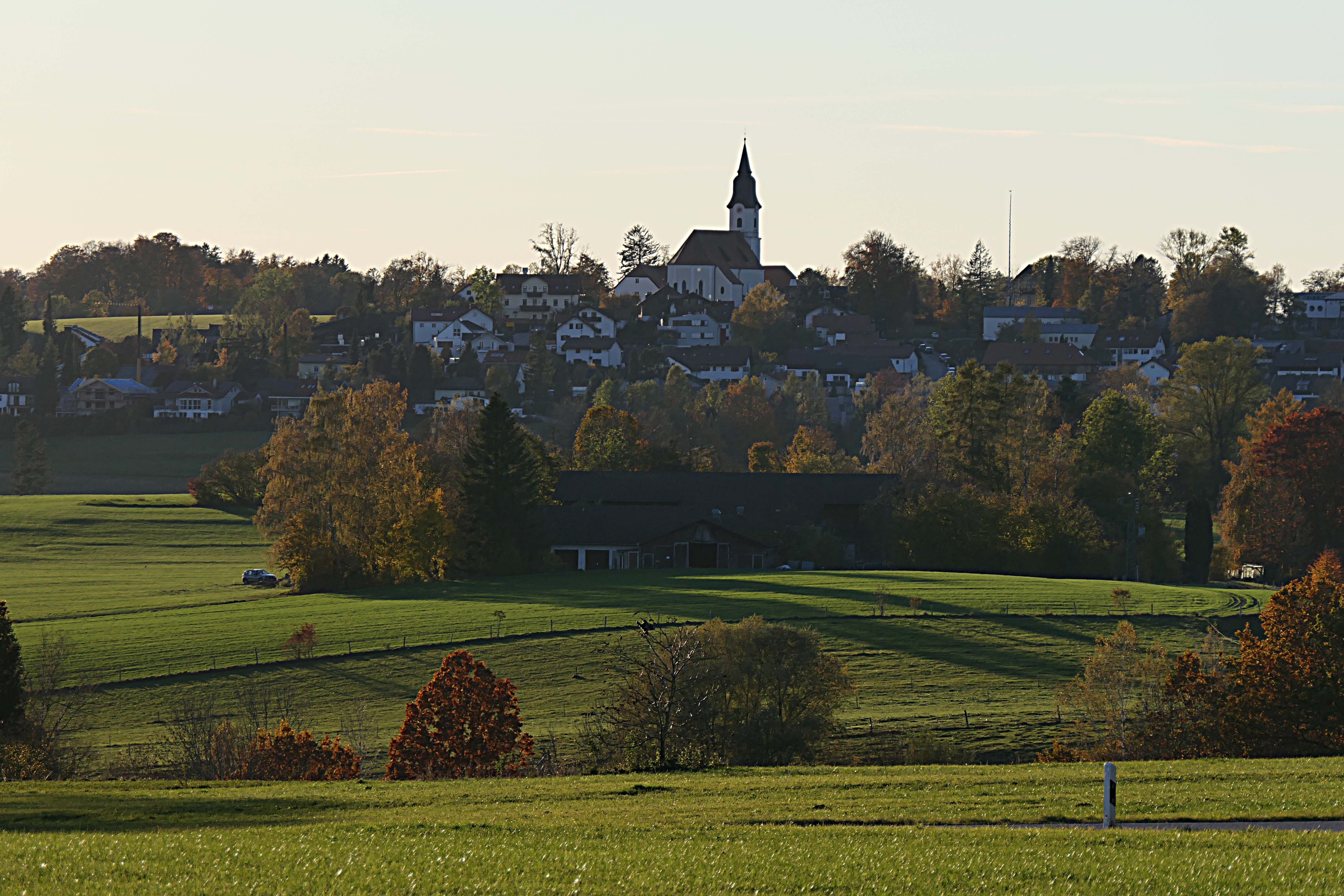
Aufkirchen (Berg) von Osten

Aufkirchen ist einer von 15 Gemeindeteilen von Berg im oberbayerischen Landkreis Starnberg. Das Pfarrdorf liegt am Starnberger See.

## Ort
Der Ortskern befindet sich links und rechts der Marienstraße, die durch Aufkirchen führt. Im Zentrum befinden sich ein Supermarkt, Bäcker, Metzger, Schreibwarenladen, Blumenladen, Fischladen, Friseur und eine Drogerie. Zudem findet sich dort auch die namensgebende Kirche samt Friedhof und die Oskar Maria Graf-Grundschule mit anschließendem Kindergarten. Außerdem befindet sich der Gasthof zur Post neben der Kirche.

## Geschichte
Aufkirchen ist als „Ufkiricha“ urkundlich erstmals gegen Ende des 10. Jahrhunderts nachweisbar. Zu jener Zeit schenkte unter Bischof Gottschalk († 1005) ein Graf Otto den Ort dem Freisinger Domstift. Der Name Aufkirchen – er bedeutet die Kirche auf einer Anhöhe – überliefert, dass sich hier schon damals ein Gotteshaus befunden hat. Für den Zeitraum vom 10. bis zum 15. Jahrhundert finden sich nur wenige Quellen zur Geschichte des Ortes und der Kirche.

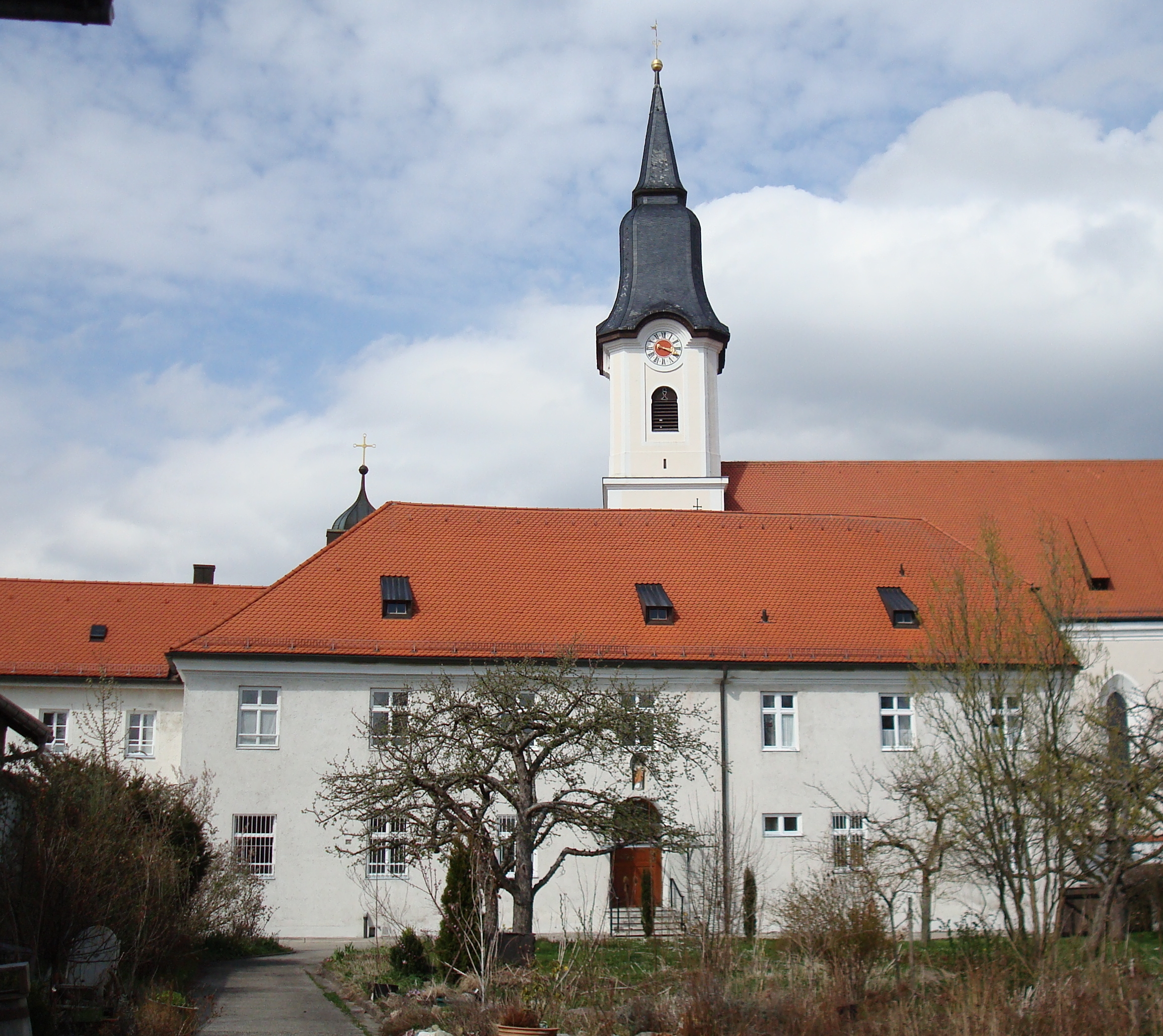
Kloster Aufkirchen

Am 4. Januar 1571 verlieh der bayerische Herzog Albrecht V. dem Münchner Patrizier Georg Ligsalz die Hofmarksgerechtigkeit für Berg und Aufkirchen. In den folgenden Jahrhunderten wechselten die Hofmarksherren mehrmals.
Seit dem Jahre 1808 gehört Aufkirchen zur Gemeinde Berg.
Im 19. Jahrhundert entwickelte sich Aufkirchen zum wichtigsten Schulort am Ostufer des Starnberger Sees, wo auch Oskar Maria Graf zur Schule ging. Gegen Ende des Jahrhunderts wurden das heutige Alte Schulhaus und der neue Pfarrhof errichtet.
Im Zweiten Weltkrieg zerstörten Bomben 1942 das ehemalige Schul- und Mesnerhaus. Dabei kamen sechs Menschen ums Leben. Die Kirche erlitt Schäden am Turm und am Dach.
Seit dem Jahre 1972 besitzt Aufkirchen ein Schulhaus, welches nach Oskar Maria Graf benannt worden ist, die Oskar Maria Graf-Grundschule Aufkirchen.

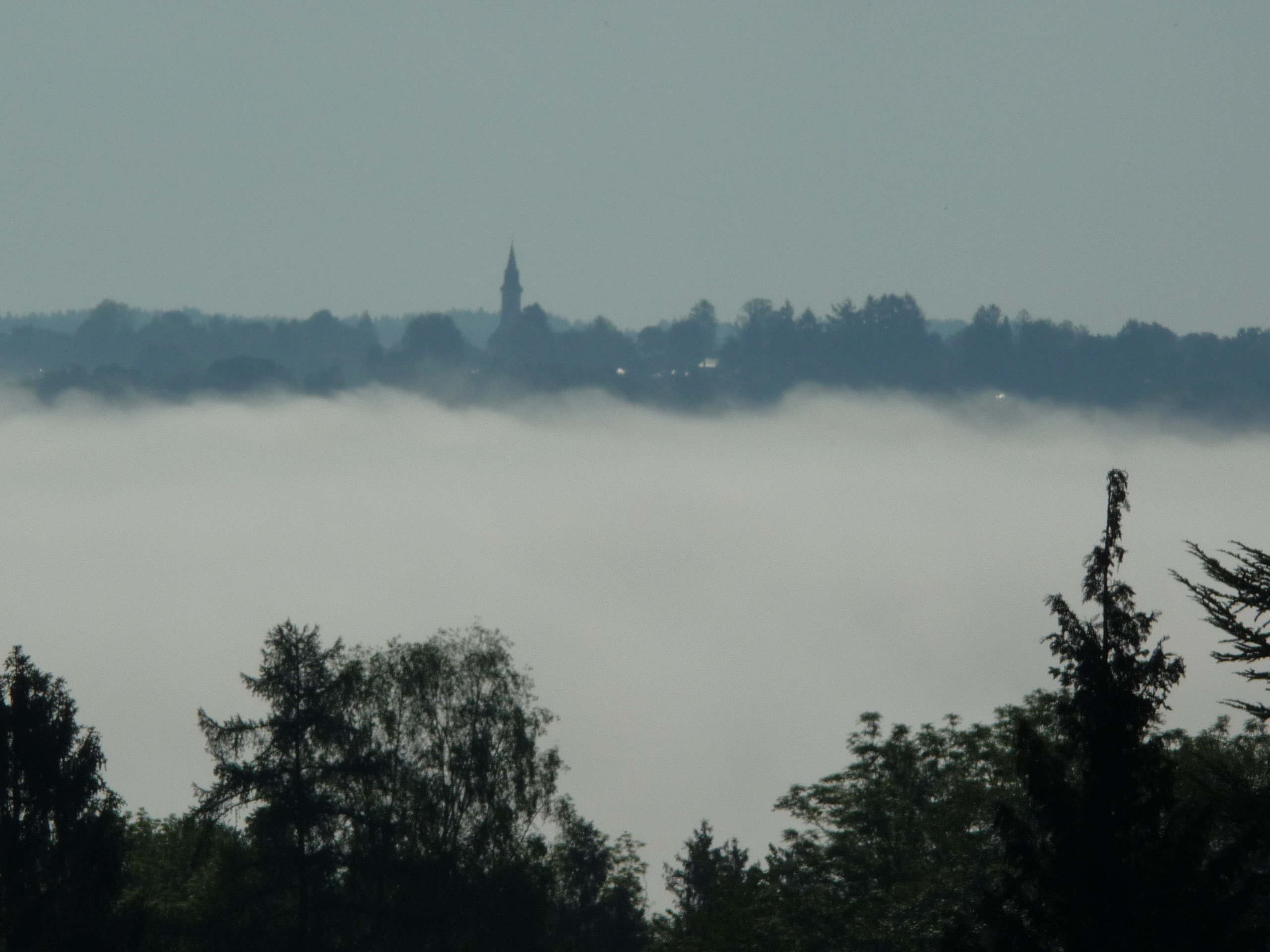
Blick vom östlichen Ufer des Starnberger Sees nach Aufkirchen. Im Zentrum des Ortes ragt weithin sichtbar der Turm der Wallfahrtskirche Mariä Himmelfahrt empor.

## Friedhof
Der Friedhof von Aufkirchen, der an die Klostermauern angrenzt, reicht mindestens bis zum Bau der Wallfahrtskirche Mariä Himmelfahrt zurück, möglicherweise bestand er schon früher.
Unter den Personen, die auf diesem Friedhof ihre letzte Ruhestätte gefunden haben, sind:
- Fred Bertelmann (1925–2014), Sänger und Schauspieler[5]
- Alexandra Freund (1967–2001), Fernsehmoderatorin, Tochter von Petra Schürmann
- Reinhard Gehlen (1902–1979), erster Präsident des Bundesnachrichtendienstes
- Ruth Kappelsberger (1927–2014), Fernsehansagerin, Ehefrau von Fred Bertelmann
- Karlheinz Kaske (1928–1998), Vorstandsvorsitzender der Siemens AG
- Heinz Rühmann  (1902–1994), Schauspieler
- Petra Schürmann (1933–2010), Fernsehmoderatorin[6]
- Harry Valérien (1923–2012), Sportjournalist[7]

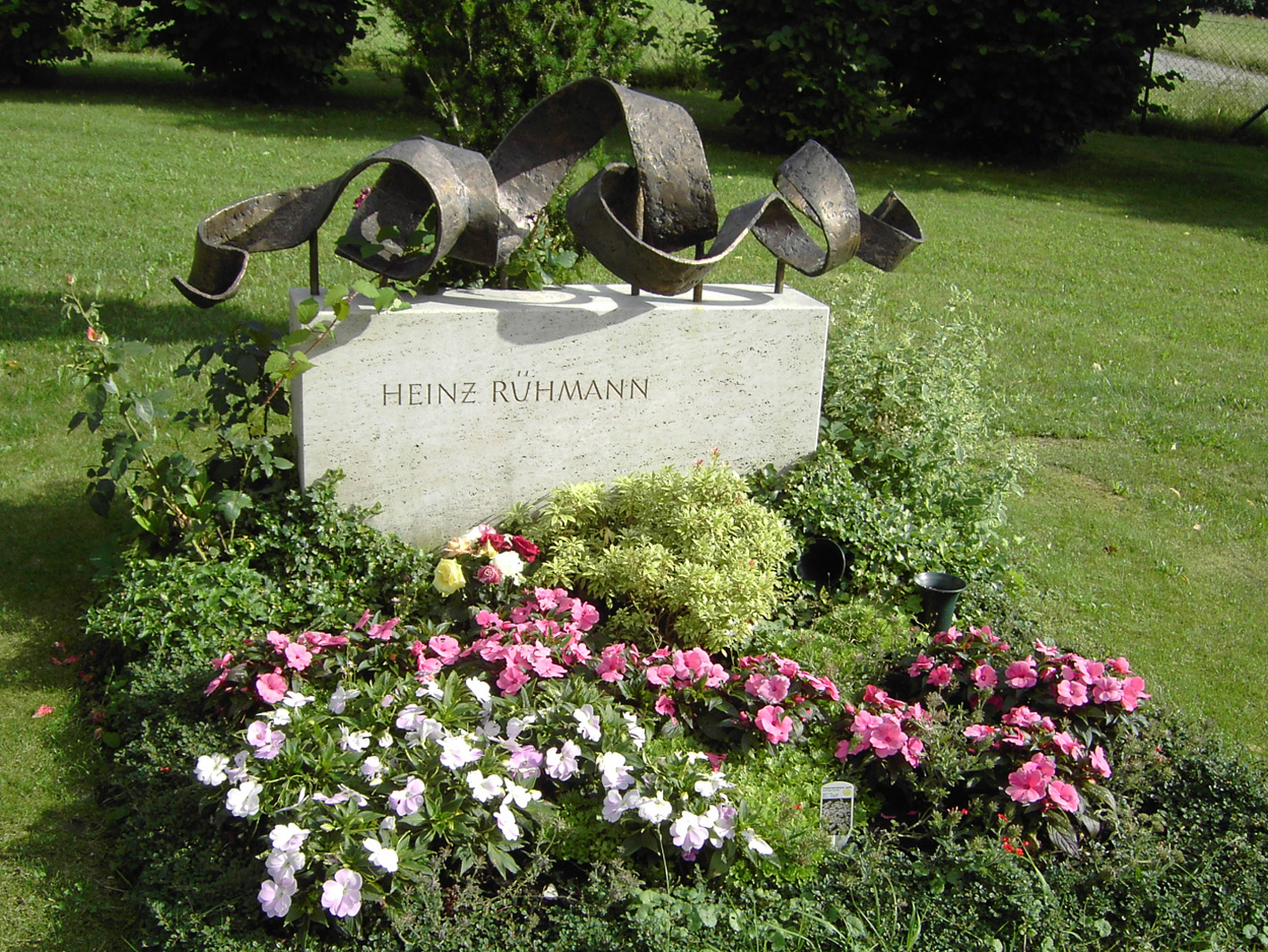
Grab von Heinz Rühmann
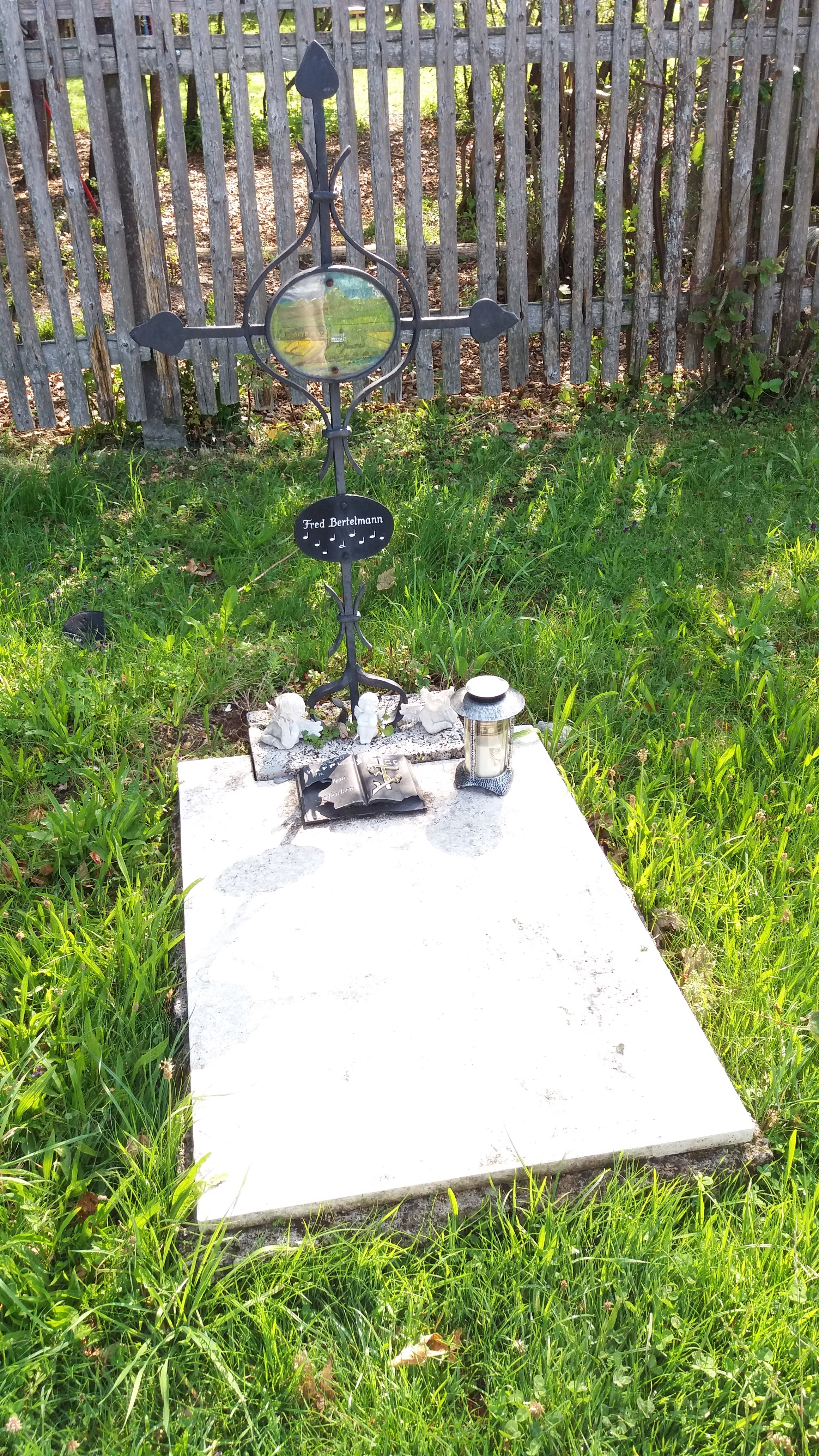
Grab von Fred Bertelmann und Ruth Kappelsberger
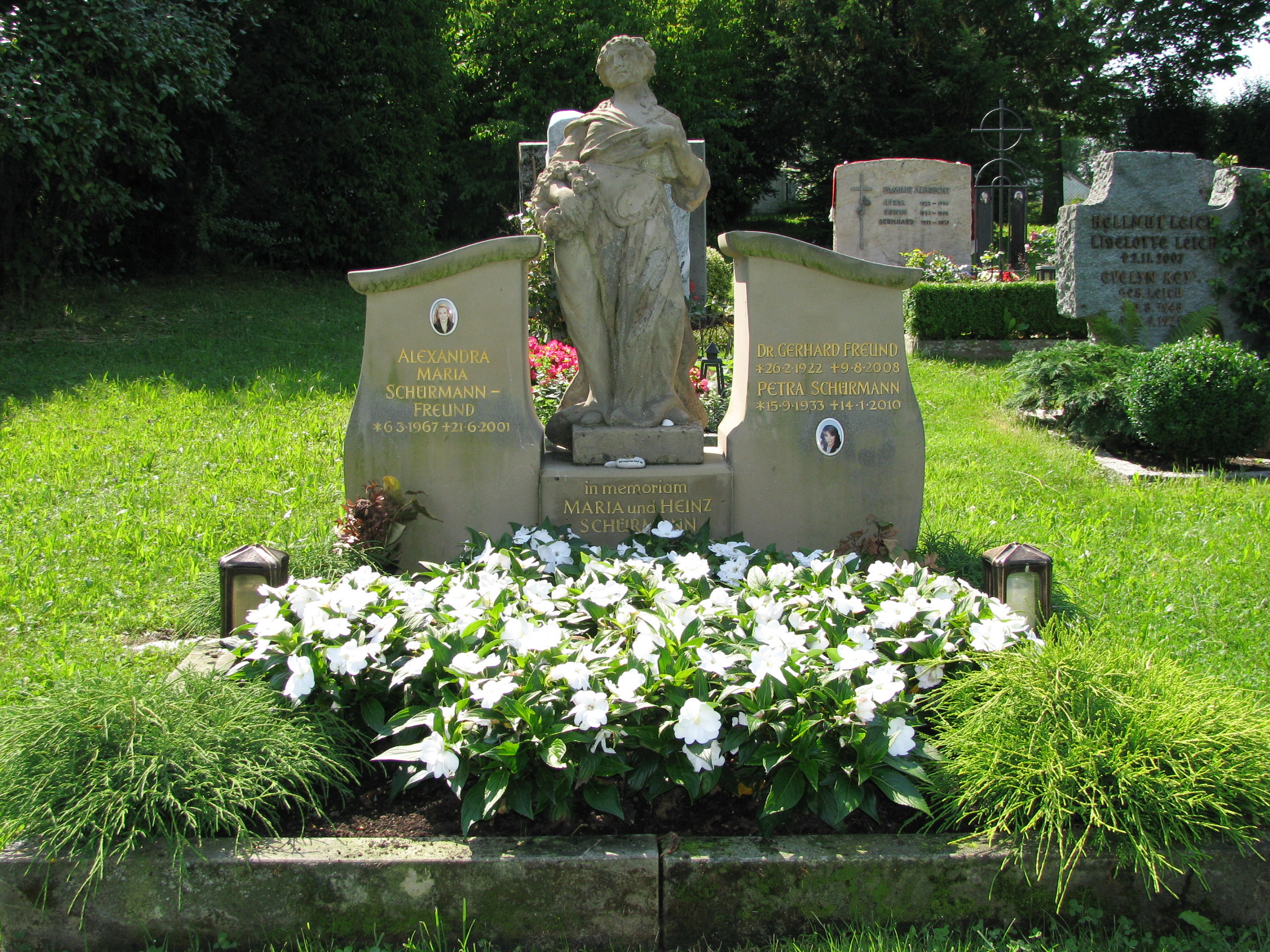
Grab von Petra Schürmann und Alexandra Freund
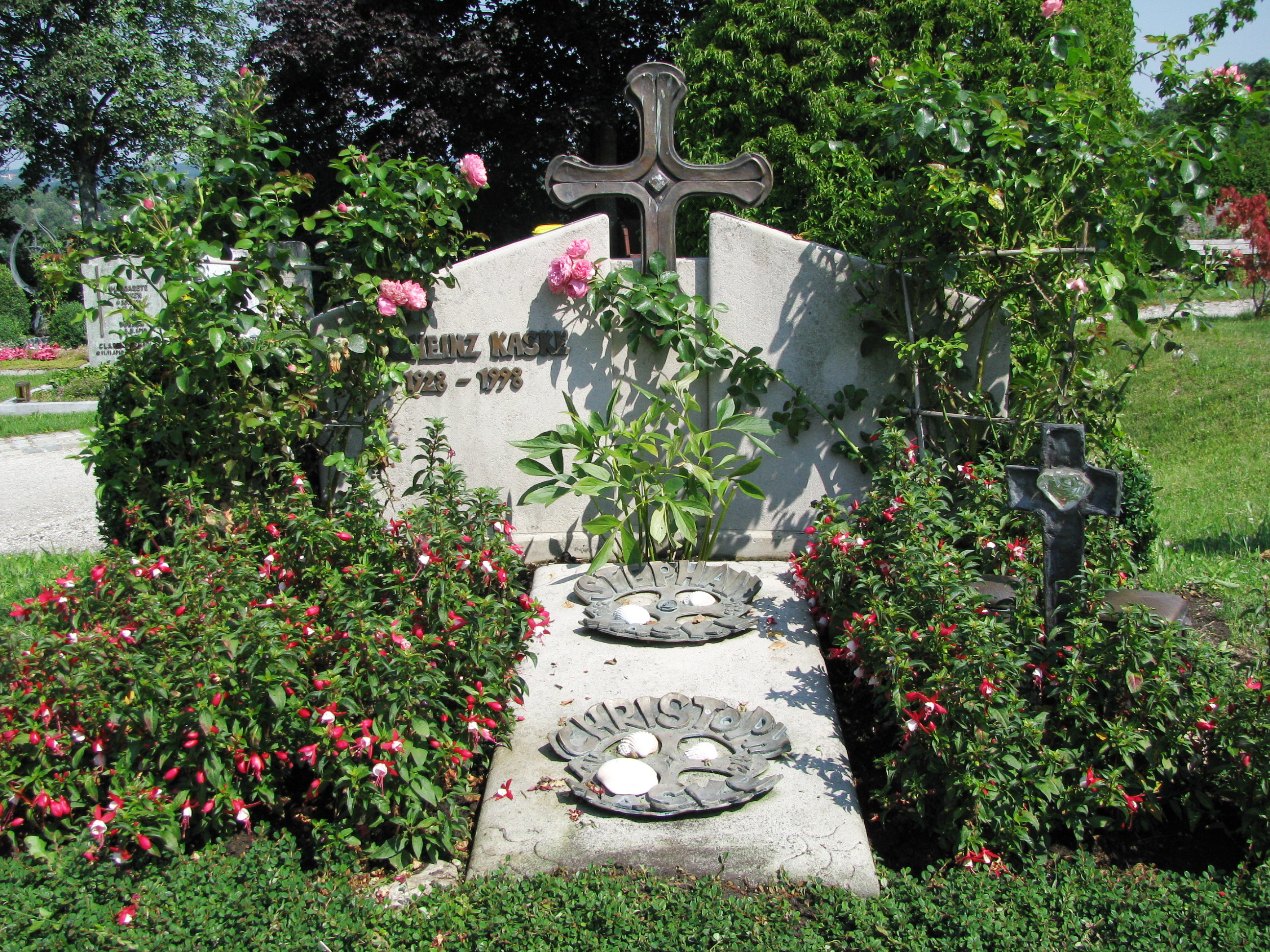
Grab von Karlheinz Kaske

## Baudenkmäler
Siehe auch: Baudenkmäler in Aufkirchen
- Kloster Aufkirchen
- Katholische Pfarr- und Wallfahrtskirche Mariä Himmelfahrt